# Cantón de Courpière
El cantón de Courpière era una división administrativa francesa, que estaba situada en el departamento de Puy-de-Dôme y la región de Auvernia.

## Composición
El cantón estaba formado por diez comunas:
- Aubusson-d'Auvergne
- Augerolles
- Courpière
- Olmet
- La Renaudie
- Sainte-Agathe
- Sauviat
- Sermentizon
- Vollore-Montagne
- Vollore-Ville

## Supresión del cantón de Courpière
En aplicación del Decreto nº 2014-210 de 21 de febrero de 2014, el cantón de Courpière fue suprimido el 22 de marzo de 2015 y sus 10 comunas pasaron a formar parte; ocho del nuevo cantón de los Montes de Livradois y dos del nuevo cantón de Thiers.